# 棘梁山石刻
棘梁山石刻，也称作司里山石刻造像，位于山东省泰安市东平县戴庙镇司里村东司里山上，是中华人民共和国全国重点文物保护单位之一。
1992年6月12日，授予山东省文物保护单位，2013年3月5日，列入第七批全国重点文物保护单位，是一座石窟寺及石刻。